# Boris Živković
Boris Živković (16 de noviembre de 1975) es un exfutbolista bosnio nacido en la antigua Yugoslavia, nacionalizado croata. Se desempeñaba como defensa.
Živković comenzó su carrera profesional con Marsonia y Hrvatski Dragovoljac en su país natal antes de pasar seis temporadas con el club germano Bayer Leverkusen. Tras períodos más breves en Portsmouth FC, VfB Stuttgart y 1. FC Köln, volvió a Croacia para jugar en el Hajduk Split hasta 2009.

## Clubes
| Club                 | País       | Años        |
| -------------------- | ---------- | ----------- |
| NK Marsonia          | Croacia    | 1994 - 1996 |
| Hrvatski Dragovoljac | Croacia    | 1996 - 1997 |
| Bayer Leverkusen     | Alemania   | 1997 - 2003 |
| Portsmouth FC        | Inglaterra | 2003        |
| VfB Stuttgart        | Alemania   | 2004 - 2006 |
| 1. FC Köln           | Alemania   | 2006        |
| Hajduk Split         | Croacia    | 2006 - 2009 |

## Selección nacional
Živković fue un habitual de la selección de fútbol de Croacia, jugó 39 partidos y marcó dos goles. Formó parte de la escuadra en la Copa Mundial de la FIFA 2002, pero en su primer partido contra México, provocó un penalti en el minuto 59 tras lo cual fue expulsado y no pudo jugar más partidos en el Mundial ya que Croacia fue eliminada en fase de grupos.
También fue parte de la escuadra en la Eurocopa 2004, donde jugó dos partidos en fase de grupos, como capitán del equipo. Perdió el favor de Zlatko Kranjčar en la Copa del Mundo de 2006, a la que no fue convocado, pero muchas lesiones de los defensores obligaron a Slaven Bilić a llamarlo para los partidos de clasificación de primavera de la Eurocopa 2008.